# NGC 3080
NGC 3080 est une vaste et lointaine galaxie spirale située dans la constellation du Lion. NGC 3080 a été découverte par l'astronome germano-britannique William Herschel en 1790.

## Caractéristiques
Sa vitesse par rapport au fond diffus cosmologique est de 10 896 ± 24 km/s, ce qui correspond à une distance de Hubble de 161 ± 11 Mpc (∼525 millions d'al).
La classe de luminosité de NGC 3080 est I et elle présente une large raie HI. C'est une galaxie active de type Seyfert 1. NGC 3080 est une galaxie dont le noyau brille dans le domaine de l'ultraviolet. Elle est inscrite dans le catalogue de Markarian sous la cote Mrk 1243 (MK 1243).